# Mason Williams
Mason Douglas Williams (Abilene, 24 agosto 1938) è un chitarrista e compositore statunitense.

## Discografia
| 1960           | Little Billy Blue Shoes/Run Come See                               |
| 1960           | Folk Music as Heard at The Gourd                                   |
| 1961           | Songs of the Blue and Grey                                         |
| 1962           | Away All Boats                                                     |
| 1963           | The Big Hootenanny                                                 |
| March 12, 1963 | I Am an American                                                   |
| 1963           | More Hootenany                                                     |
| 1963           | Feudin' Banjos                                                     |
| 1963           | The Twelve-String Story Vol. I                                     |
| 1963           | The Twelve-String Story Vol. II                                    |
| 1963           | The Banjo Story                                                    |
| 1963           | Folk Baroque; con Paul Sykes, Oklahoma City Symphony & OCU Chorus. |
| 1964           | 5-String Banjo Greats                                              |
| 1964           | Them Poems                                                         |
| 1965           | Introducing Jayne Heather                                          |
| 1965           | Tour de Farce (The Smothers Brothers)                              |
| 1966           | Love Are Wine/The Exciting Accident                                |
| 1966           | The Smothers Brothers Play It Straight                             |
| 1968           | Classical Gas/Baroque-a-Nova                                       |
| 1968           | The Mason Williams Phonograph Record                               |
| 1968           | Classical Gas/Long Time Blues                                      |
| 1968           | The Mason Williams Ear Show                                        |
| 1968           | Saturday Night at the World/One-Minute Commercial                  |
| 1969           | Music                                                              |
| 1969           | Greensleeves/$13 Stella                                            |
| 1969           | Jennifer                                                           |
| 1969           | The Mason Williams Listening Matter (Them Poems)                   |
| 1970           | Handmade                                                           |
| 1970           | José's Piece                                                       |
| 1971           | Improved                                                           |
| 1971           | Sharepickers                                                       |
| 1971           | Train Ride in G/Here I Am Again                                    |
| 1978           | Fresh Fish                                                         |
| 1984           | Of Time and Rivers Flowing                                         |
| 1987           | Classical Gas — con Mannheim Steamroller                           |
| 1992           | Music 1968–1971                                                    |
| 1992           | A Gift of Song                                                     |
| 1994           | Rock Instrumental Classics, Vol. 2: The Sixties                    |
| 1995           | Fiddle and a Song                                                  |
| 1995           | 1995 Sony Disc Manufacturing Holiday Choir                         |
| 1996           | Cascadia                                                           |
| 1996           | Of Time and Rivers Flowing (ripubblicazione)                       |
| 2003           | EP 2003: Music for the Epicurean Harkener (EP)                     |
| 2005           | Electrical Gas — con Zoe McCulloch                                 |
| 2006           | Classical Gas - con Craig Einhorn                                  |
| 2006           | Classical Gas - Live                                               |
| 2009           | O Christmas Three (EP)                                             |